# Jean-Charles Seneca
Jean-Charles Seneca (* 23. Oktober 1945) ist ein ehemaliger monegassischer Degenfechter.
Er nahm 1972 an den Olympischen Spielen in München teil und war bei der Eröffnungsfeier Fahnenträger der monegassischen Mannschaft. Im Degenwettbewerb schied er in der 2. Runde aus.